# Барлешти (Алба)
Барлешти (рум. Bârlești) насеље је у Румунији у округу Алба у општини Бистра. Oпштина се налази на надморској висини од 767 m.

## Становништво
Према подацима из 2011. године у насељу је живело 81 становника.